# Ludwika Hipolita Grimaldi
Ludwika Hipolita Grimaldi, księżna Monako (ur. 10 listopada 1697 w Monako, zm. 29 grudnia 1731 w Monako) – 4. księżna Monako od 26 lutego 1731 do 29 grudnia 1731, druga w dziejach kobieta na tronie Monako, córka księcia Antoniego I Grimaldi i księżnej Marii Grimaldi.

## Dzieciństwo i młodość
Ludwika Hipolita urodziła się 10 listopada 1697 w Monako. Jej ojcem był książę Monako, Antoni I Grimaldi, a matką jego żona, księżna Maria Grimaldi, z dynastii Lorańskiej. Księżna miała pięć sióstr: Katarzynę Charlotte (ur. 1691, zm. 1696), Elżbietę Charlotte (ur. 1698, zm. 1702), Małgorzatę Kamilę (ur. 1700, zm. 1758), Marię Devotę (ur. 1702, zm. 1703) oraz Marię Paulinę Teresę Devotę (ur. 1708, zm. 1726). Tylko ona i Małgorzata Kamila przeżyły lata dzieciństwa. Dziadkami Ludwiki ze strony ojca byli książę Monako, Ludwik I Grimaldi i księżna Katarzyna Grimaldi, a ze strony matki książę Ludwik Lorański i Katarzyna de Neufville.

## Małżeństwo i rodzina
Antoni I Grimaldi nie był zadowolony z faktu, że wśród jego legalnych potomków nie ma ani jednego mężczyzny (miał tylko nieślubnych synów). Ludwika Hipolita urodziła się jako drugie dziecko książęcej pary, ale jej starsza siostra Katarzyna Charlotte zmarła na rok przed narodzinami Ludwiki, czyniąc Hipolitę następczynią tronu od dnia narodzin. Rodzice księżnej długo nie mogli dojść do porozumienia w sprawie małżonka dla swojej córki. Książę Antoni popierał hrabiego de Roye z rodu Rouchefoucauld, a księżna Maria Karola, hrabiego de Lux z rodu Montmorency. Spór się zaostrzał, Antoni zmusił córkę do pobytu w klasztorze wizytek do czasu sfinalizowania jej małżeństwa. Przebywała tam przez dwa lata.
Tymczasem księżna Maria spotkała się w Paryżu po kryjomu ze swoim ojcem, Ludwikiem. Wspólnie wybrali na zięcia księżnej dwudziestopięcioletniego hrabiego Thorigny, Jakuba de Goyon de Matignon. Pochodził on z bogatej rodziny normandzkiej. Maria i Ludwik poprosili o pośrednictwo księżnej de Lude, wdowy po hrabim de Guiche, ciotecznym dziadku księcia. Antoni I przyjął propozycję, nie wiedząc, skąd ona pochodziła. Jakub zgodził się na przyjęcie nazwiska Grimaldi i herbu. Wynegocjowano kontrakt ślubny. Narzeczony postanowił zapłacić 700 tys. liwrów sumy na poczet długów Antoniego I, 600 tys. liwrów na posagi sióstr Ludwiki Hipolity oraz 200 tys. liwrów na zrzeczenie się praw do tronu przez Franciszka Honoriusza. 5 września 1715 podpisany został kontrakt małżeński przez króla Francji, Ludwika XV. Ślub Ludwiki Hipolity z Jakubem odbył się 20 października 1715. Małżonkowie zamieszkali w Paryżu w pałacu Matignon.
Z małżeństwa przyszły na świat dzieci:
- Antoni Karol Maria Grimaldi, markiz Baux, hrabia Matignon (ur. 16 grudnia 1717, zm. 4 lutego 1718)
- Charlotte Teresa Natalia Grimaldi, zakonnica u wizytek w Paryżu (ur. 19 marca 1719, zm. 1790)
- Honoriusz III Kamil Leonor Grimaldi, książę Monako (ur. 10 listopada 1720, zm. 21 marca 1795)
- Karol Maria August Grimaldi, hrabia Carlades i Matignon (ur. 1 stycznia 1722, zm. 24 sierpnia 1749)
- Jakub Grimaldi (ur. 9 czerwca 1723, zm. 1723)
- Ludwika Franciszka Grimaldi, mademoiselle Baux (ur. 15 lipca 1724, zm. 15 września 1729)
- Franciszek Karol Grimaldi, hrabia Thorigny (ur. 4 lutego 1726, zm. 9 grudnia 1743)
- Karol Maurycy Grimaldi, hrabia Valentinois (ur. 14 maja 1727, zm. 18 stycznia 1798)
- Maria Franciszka Teresa Grimaldi, mademoiselle d'Estouteville (ur. 20 lipca 1728, zm. 20 czerwca 1743)

## Księżna Monako
Małżeństwo księżnej nie było zbyt szczęśliwe. Jakub zdecydowanie wolał przebywać w Wersalu, a nie w Monako, gdzie miał kilka kochanek. Pod koniec 1730 roku Ludwika Hipolita wraz z synem Karolem Marią Augustem przyjechała do Monako. Spędziła z ojcem sześć tygodni. Antoni I Grimaldi zmarł 20 lutego 1731, pozostawiając list do córki. List ten przesłał medyk z opisem jego ostatnich godzin życia. Księżna chciała objąć władzę. Odebrała przysięgę lojalności od poddanych. Ogłosiła się natychmiast księżną Monako, nie wspominając w ogóle męża. Zgodnie z kontraktem ślubnym, mąż miał objąć z nią rządy jako Jakub I. Ludwika była jednak o to zazdrosna i zdecydowała, że będzie rządzić sama. Wszystkie dokumenty wystawiono w jej imieniu, a rodzina miała pozostać w Paryżu. Prawdopodobnie decyzja ta była podyktowana obawą przed kwestionowaniem jej praw do tronu przez kuzynów z rodu Grimaldich.
Ludwika Hipolita jako księżna przywróciła straż pałacową, obniżyła cenę chleba dla żołnierzy, zakazała noszenia strzelby przez cywili. Ogłosiła edykt przeciwko autorom pamfletów i pieśni oszczerczych. W innych edyktach uregulowała sprawy zasad sprzedaży mięsa, napraw dróg oraz oczyszczania ulic i pałaców ze śmieci. W 1731 padła jednak ofiarą epidemii ospy, która wybuchła na wybrzeżach Morza Śródziemnego. Zmarła 29 grudnia 1731. Na jej osobie wymarła linia Grimaldich, a tron przejęła w osobie jej męża i syna linia de Matignon.